# Philomena
Philomena è un film del 2013 diretto da Stephen Frears frutto di una co-produzione tra Francia, Regno Unito e Stati Uniti.
Il film è basato sul romanzo di Martin Sixsmith intitolato The Lost Child of Philomena Lee, pubblicato in Italia da Edizioni Piemme con il titolo Philomena, in concomitanza con la distribuzione del film, e a sua volta ispirato a una storia vera.
Protagonisti delle pellicola sono Judi Dench e Steve Coogan, quest'ultimo anche autore della sceneggiatura assieme a Jeff Pope.
Philomena Lee, una donna irlandese, viene costretta ad abbandonare suo figlio dopo averlo partorito in un convento. Cinquant'anni dopo, la donna, assieme al giornalista Martin Sixsmith, si mette alla ricerca del figlio, nel frattempo affidato a una famiglia americana.
La pellicola è stata presentata in anteprima il 31 agosto 2013 all'interno del concorso ufficiale della 70ª Mostra internazionale d'arte cinematografica di Venezia, dove ha vinto il Premio Osella per la migliore sceneggiatura e altri premi, tra cui Queer Lion, il Premio Signis, il Premio Padre Nazareno Taddei e il Premio Brian.
Al Toronto International Film Festival ha ottenuto il secondo posto tra i film scelti dal pubblico.

## Trama

Judi Dench in una scena del film

Il giornalista Martin Sixsmith ha appena perso il suo lavoro come consulente governativo del partito Laburista per Tony Blair e vorrebbe iniziare a scrivere un libro sulla storia della Russia. Contemporaneamente, Philomena Lee confida a sua figlia che da giovanissima, in Irlanda, 50 anni prima, aveva concepito un bambino, poi partorito nel convento dal quale era stato dato in affidamento; là si era trovata costretta in uno stato di segregazione e prigionia che l'aveva portata fino alla privazione del figlio, dato in adozione.
Il successivo incontro casuale tra Martin e la figlia di Philomena, cameriera a una festa, si presenta come l'occasione per aiutare Philomena nel suo tentativo di ricongiungimento con il figlio. Di altra formazione, all'inizio il giornalista non sembra interessato a questo tipo di storie, ma ha bisogno di un lavoro e il suo nuovo capo pare credere in un successo editoriale. Incontra quindi Philomena e comincia insieme a lei a investigare su chi sia diventato suo figlio e dove si trovi in questo momento.
Emergono particolari sconcertanti sul tipo di vita cui erano costrette le giovani madri dalle suore del convento di Roscrea. Philomena partorì con parto podalico e senza antidolorifici suo figlio Anthony nel 1952, fu costretta a firmare un documento per concedere in adozione il figlio – benché continuasse a occuparsi di lui fino a quando compì 3 anni – e lavorò per le suore in lavanderia. La sua migliore amica era la madre di una bambina di nome Mary; i figli erano molto amici a loro volta, tanto che quando nel 1955 una abbiente coppia venne al convento per adottare Mary, li portò via entrambi in quanto ormai inseparabili.
Martin e Philomena cominciano le loro ricerche del figlio al convento. Le suore appaiono gentili e ospitali, ma sostengono, loro malgrado, di non avere informazioni utili: a loro dire, i registri delle adozioni sarebbero andati distrutti in un incendio avvenuto diversi anni prima. Ma cercando di stemperare la sua frustrazione nel vicino pub, Martin apprende chiacchiere poco edificanti riguardo alla condotta all'interno del convento: l'incendio non sarebbe stato infatti per nulla casuale (e in effetti gli unici documenti superstiti sono rappresentati dalle concessioni alle adozioni sottoscritte dalle giovani madri) e i bambini non sarebbero stati concessi in adozione ma deliberatamente e profumatamente venduti a famiglie dell'alta borghesia, per lo più statunitensi.
Grazie alla sua professione di giornalista e alle sue esperienze di inviato in politica, Martin ha numerosi contatti negli Stati Uniti. Riesce a entrare in possesso di alcuni dati e apprende che Anthony è stato adottato da Doc e Marge Hess con il nome di Michael Hess, poi è diventato avvocato di successo e inquadrato nello staff dirigenziale dell'amministrazione di Ronald Reagan; scopre anche della sua omosessualità, della sua relazione con il compagno Pete Olsson e della sua morte per AIDS avvenuta nel 1995.
Martin riluttante informa Philomena delle sue scoperte: cominciano così insieme a cercare persone che lo hanno conosciuto. Da vecchie fotografie, Martin si rende conto di aver incontrato Anthony/Michael alla Casa Bianca quando lavorava per la BBC. Incontrano Mary, la sorella adottiva di Michael, che racconta di come la madre volesse bene a Michael e fornisce loro il nome del fidanzato di Michael, Pete Olsson. Tuttavia, ciò che racconta non convince né soddisfa pienamente: secondo Mary, Michael non si sarebbe mai interessato alle sue origini né avrebbe mai cercato di scoprire chi fosse la sua vera madre.
Dopo essersi più volte sottratto ai tentativi di Martin di contattarlo, Pete Olsson acconsente all'incontro. Fa sapere ai due che Michael ha sempre pensato al suo passato e a sua madre, tanto da andare in visita al convento in Irlanda per scoprire qualcosa su di lei, ma le suore gli dissero di aver perso ogni contatto con la donna. Dice anche loro che il desiderio di Michael durante le ultime fasi della sua malattia era di essere seppellito nel cimitero del convento, nella speranza che sua madre trovasse l'iscrizione sulla tomba.
La storia finisce dove era cominciata: al convento. Lì Martin si confronta con una delle suore rimaste in vita da allora, che non si pente e dice che la perdita del figlio è stata la pena adeguata data a Philomena dal Signore per il peccato di fornicazione. Martin la critica aspramente; Philomena comunque la perdona. La donna trova la tomba del figlio, legge l'iscrizione riportata sulla lapide e acconsente alla pubblicazione della storia ricostruita.

## Distribuzione
Il film è stato proiettato pubblicamente il 31 agosto 2013 alla 70ª Mostra internazionale d'arte cinematografica di Venezia.
È uscito nelle sale inglesi il 1º novembre 2013 e in quelle italiane il 19 dicembre 2013, distribuito da Lucky Red.

## Accoglienza

### Incassi
Il film ha ottenuto un buon successo. Costato 12 milioni di dollari, ne ha incassati 37.709.979 nei soli Stati Uniti e 62.419.893 nel resto del mondo, per un totale mondiale di 100.129.872 dollari.

### Critica
Philomena ha ricevuto un'accoglienza molto positiva da parte della critica dopo l'uscita. Su Rotten Tomatoes, il film ha ottenuto un punteggio del 92% basato su 140 recensioni, col commento: «Basato su una interessante storia vera e recitato alla perfezione da Judi Dench e Steve Coogan, Philomena offre una profonda storia drammatica per cinefili di tutte le età». Su Metacritic, il film ha ricevuto un punteggio medio di 76/100 basato su 41 recensioni, indicato "acclamato universalmente" ma è "lacerato da approcci contrastanti".

## Promozione
Il trailer è stato diffuso il 13 agosto 2013.

## Riconoscimenti
- 2014 - Premio Oscar
  - Nomination Miglior film a Gabrielle Tana, Steve Coogan e Tracey Seaward
  - Nomination Miglior attrice protagonista a Judi Dench
  - Nomination Miglior sceneggiatura non originale a Steve Coogan e Jeff Pope
  - Nomination Miglior colonna sonora a Alexandre Desplat
- 2014 - Golden Globe
  - Nomination Miglior film drammatico
  - Nomination Migliore attrice in un film drammatico a Judi Dench
  - Nomination Migliore sceneggiatura a Steve Coogan e Jeff Pope
- 2014 - Premio BAFTA
  - Migliore sceneggiatura non originale a Steve Coogan e Jeff Pope
  - Nomination Miglior film
  - Nomination Miglior film britannico
  - Nomination Migliore attrice protagonista a Judi Dench
- 2014 - Screen Actors Guild Awards
  - Nomination Miglior attrice in un film a Judi Dench
- 2014 - David di Donatello
  - Miglior film europeo a Stephen Frears
- 2013 - Mostra del cinema di Venezia
  - Migliore sceneggiatura a Steve Coogan e Jeff Pope
  - Nomination Leone d'oro a Stephen Frears
  - Queer Lion il miglior film con tematiche omosessuali & Queer Culture
  - Mouse d'oro
  - Premio SIGNIS
  - Segnalazione Cinema for UNICEF
  - Premio Interfilm - Premio per la promozione del dialogo interreligioso
  - Premio Brian
  - Premio Padre Nazareno Taddei
  - Premio Giovani Giurati del Vittorio Veneto Film Festival
- 2014 - Satellite Award
  - Miglior sceneggiatura non originale a Jeff Pope e Steve Coogan
  - Nomination Miglior film
  - Nomination Miglior attrice a Judi Dench
  - Nomination Miglior colonna sonora originale a Alexandre Desplat
- 2013 - British Independent Film Awards
  - Nomination Miglior film britannico indipendente
  - Nomination Miglior sceneggiatura a Steve Coogan e Jeff Pope
  - Nomination Miglior attrice a Judi Dench
  - Nomination Miglior attore a Steve Coogan
- 2014 - London Critics Circle Film Awards
  - Nomination - Film britannico dell'anno
  - Nomination - Attrice dell'anno a Judi Dench
  - Nomination - Attore britannico dell'anno a Steve Coogan
  - Nomination - Attrice britannica dell'anno a Judi Dench
  - Nomination - Sceneggiatore dell'anno a Steve Coogan e Jeff Pope

## Differenze con la vicenda reale
La suora Hildegard McNulty, l'avversaria della protagonista nel film, incontra il giornalista nel corso del film mentre in realtà lei è morta nel 1995 e il giornalista ha iniziato la sua indagine solo nel 2004. La scena finale del film in cui la suora accusa la protagonista di aver ceduto ai desideri carnali è pertanto anch'essa frutto di una licenza poetica. Di conseguenza, anche la scena iniziale in cui si intravede la suora con le stampelle è inventata.

## Casi mediatici

### Polemiche su un presunto anti-cattolicesimo
Il critico cinematografico del New York Post Kyle Smith ha descritto il film come "un altro odioso e noioso attacco ai cattolici". In risposta a questa recensione, Harvey Weinstein pubblica un'intera pagina di protesta sul giornale rivale New York Times. In una successiva replica, Smith, pur dichiarando di essere da tempo divenuto ateo, sostiene che Weinstein avrebbe già prodotto altri tre film anti-cattolici: Il prete (1994), The Butcher Boy (1997) e Magdalene (2002).